# Рок-легенди України
«Рок-легенди України» — серія ретроспективних колекційних збірників українських рок-гуртів, які випускались у 2003—2006 роках лейблом Atlantic Music.

## 2003 рік

### Анна-Марія
| Рок-легенди України. Анна-Марія | Рок-легенди України. Анна-Марія | Рок-легенди України. Анна-Марія | Рок-легенди України. Анна-Марія | Рок-легенди України. Анна-Марія |
| #                               | Назва                           | Автор слів                      | Автор музики                    | Тривалість                      |
| ------------------------------- | ------------------------------- | ------------------------------- | ------------------------------- | ------------------------------- |
| 1.                              | «Счастливий День»               | Олег Рига                       | Олег Рига                       | 3:18                            |
| 2.                              | «Смуток»                        | Олег Рига                       | Олег Рига                       | 3:07                            |
| 3.                              | «Ти Подобаєшся Мені»            | Сергій Лазо                     | Сергій Лазо                     | 4:38                            |
| 4.                              | «Нове Життя»                    | Олег Рига                       | Олег Рига                       | 3:01                            |
| 5.                              | «Подаруй»                       | Олег Рига                       | Олег Рига                       | 3:07                            |
| 6.                              | «Не Кажи Прощай»                | Олег Маєвський                  | Олег Маєвський                  | 3:22                            |
| 7.                              | «Я Хочу Бути З Тобою»           | Олег Рига                       | Олег Рига                       | 4:30                            |
| 8.                              | «Україна»                       | Олег Рига                       | Олег Рига                       | 4:11                            |
| 9.                              | «Про Тебе»                      | Олег Маєвський                  | Олег Маєвський                  | 4:40                            |
| 10.                             | «Мамина Криниця»                | С. Андриєвич                    | Василь Кулак                    | 3:11                            |
| 11.                             | «Квіти Для Тебе»                | Олег Маєвський                  | Віктор Павлік                   | 4:44                            |
| 12.                             | «Чорні Окуляри»                 | Сергій Лазо                     | Сергій Лазо                     | 2:05                            |
| 13.                             | «Прийди І Зрозумій»             | Олег Маєвський                  | Олег Маєвський                  | 3:52                            |
| 14.                             | «Колискова»                     | Олег Маєвський                  | Олег Маєвський                  | 5:08                            |
| 15.                             | «Музика Кохання»                | Олег Маєвський                  | Олег Маєвський                  | 4:06                            |
| 16.                             | «Сонячний Зайчик»               | Олег Рига                       | Олег Рига                       | 4:15                            |
| 17.                             | «Балада»                        | Олег Рига                       | Олег Рига                       | 5:21                            |

### Віка Врадій
| Рок-легенди України. Віка Врадій | Рок-легенди України. Віка Врадій | Рок-легенди України. Віка Врадій |
| #                                | Назва                            | Тривалість                       |
| -------------------------------- | -------------------------------- | -------------------------------- |
| 1.                               | «Ганьба»                         | 5:46                             |
| 2.                               | «То Моє Море»                    | 5:22                             |
| 3.                               | «Мамо, Але Я Дурна»              | 3:38                             |
| 4.                               | «Тинди-Ринди»                    | 5:17                             |
| 5.                               | «Мій Ровер»                      | 3:08                             |
| 6.                               | «Намалюй Мені Ніч»               | 4:17                             |
| 7.                               | «Україна Рок-Н-Рол»              | 3:52                             |
| 8.                               | «Шахтарські Бугі»                | 3:00                             |
| 9.                               | «Не Треба, Стьопа»               | 3:37                             |
| 10.                              | «Хот-Дог»                        | 4:11                             |
| 11.                              | «Мамо, Я Фраєра Люблю»           | 4:05                             |
| 12.                              | «Тіко Ти»                        | 3:57                             |
| 13.                              | «Хочу Пива»                      | 4:13                             |
| 14.                              | «В Темну Ніч Весняну»            | 5:36                             |
| 15.                              | «Сороміцькі Коломийки»           | 7:00                             |
| 16.                              | «Гаю-Гай»                        | 4:56                             |
| 17.                              | «Зима В Кедах»                   | 0:51                             |
| 18.                              | «Гопа–Шейк»                      | 1:40                             |

### Кому Вниз
| Рок-легенди України. Кому Вниз | Рок-легенди України. Кому Вниз | Рок-легенди України. Кому Вниз |
| #                              | Назва                          | Тривалість                     |
| ------------------------------ | ------------------------------ | ------------------------------ |
| 1.                             | «Подих»                        | 2:08                           |
| 2.                             | «Микита Швачка»                | 3:02                           |
| 3.                             | «Суботів»                      | 5:22                           |
| 4.                             | «Йоан. Сію Рай»                | 5:39                           |
| 5.                             | «Щодня Вона Йде На Зустріч»    | 3:58                           |
| 6.                             | «Срібні Води»                  | 5:39                           |
| 7.                             | «Майстер З Міста Гамельн»      | 5:17                           |
| 8.                             | «Птаха На Ймення Нахтігаль»    | 4:17                           |
| 9.                             | «Від Києва До Ольстера»        | 1:55                           |
| 10.                            | «Виє Мама»                     | 3:37                           |
| 11.                            | «Пісня Химерного Краю»         | 5:18                           |
| 12.                            | «Нава»                         | 5:08                           |
| 13.                            | «Попіл»                        | 4:37                           |
| 14.                            | «Мамай»                        | 2:27                           |
| 15.                            | «Кленовий Вогонь»              | 4:17                           |
| 16.                            | «Привид З Гаю»                 | 6:15                           |
| 17.                            | «Вийди, Змучена Людьми»        | 3:24                           |

### Мертвий Півень
Автор музики і слів Мертвий Півень, якщо не вказано інше. 
| Рок-легенди України. Мертвий Півень | Рок-легенди України. Мертвий Півень          | Рок-легенди України. Мертвий Півень | Рок-легенди України. Мертвий Півень | Рок-легенди України. Мертвий Півень |
| #                                   | Назва                                        | Автор слів                          | Автор музики                        | Тривалість                          |
| ----------------------------------- | -------------------------------------------- | ----------------------------------- | ----------------------------------- | ----------------------------------- |
| 1.                                  | «Beautifull Карпати»                         | Леонід Футорський                   | Леонід Футорський                   | 2:15                                |
| 2.                                  | «Агов, Мої Маленькі Чортенята»               | Юрій Андрухович                     |                                     | 5:51                                |
| 3.                                  | «Реве Та Стогне»                             | Тарас Шевченко                      |                                     | 2:27                                |
| 4.                                  | «Пастух Пустай, Поет, Баронський Син»        | Юрій Андрухович                     |                                     | 6:23                                |
| 5.                                  | «Київський Триптих»                          | Віктор Недоступ, Юрко Позаяк        |                                     | 2:52                                |
| 6.                                  | «Холодно»                                    |                                     |                                     | 4:35                                |
| 7.                                  | «Дидактична Вистава В Театрі Богуславського» | Юрій Андрухович                     |                                     | 2:46                                |
| 8.                                  | «Осіннє»                                     | Михайло Барбара                     | Михайло Барбара                     | 2:45                                |
| 9.                                  | «Плач»                                       | Віктор Неборак                      |                                     | 3:33                                |
| 10.                                 | «Пісня 551»                                  | Олег Лишега                         |                                     | 5:03                                |
| 11.                                 | «Любовний Хід По Вулиці Радянській»          | Юрій Андрухович                     |                                     | 4:17                                |
| 12.                                 | «Ієронім Босх ХХ»                            | Юрій Андрухович                     |                                     | 3:36                                |
| 13.                                 | «Країна Дітей»                               | Юрій Андрухович                     |                                     | 5:23                                |
| 14.                                 | «Літо Буде»                                  | Григорій Гдаль                      |                                     | 3:47                                |
| 15.                                 | «Франсуа»                                    | Ірина Білик                         |                                     | 3:51                                |
| 16.                                 | «Карколомні Перевтілення»                    | Віктор Неборак                      |                                     | 4:11                                |
| 17.                                 | «Трава»                                      | Юрій Андрухович                     |                                     | 3:40                                |
| 18.                                 | «Ми Помрем Не В Парижі»                      | Наталка Білоцерківець               |                                     | 4:58                                |

### НебоРок
| Рок-легенди України. НебоРок | Рок-легенди України. НебоРок     | Рок-легенди України. НебоРок |
| #                            | Назва                            | Тривалість                   |
| ---------------------------- | -------------------------------- | ---------------------------- |
| 1.                           | «Intro»                          | 0:47                         |
| 2.                           | «Запрошення»                     | 4:22                         |
| 3.                           | «З'ява 1»                        | 1:54                         |
| 4.                           | «Вальс «Бухенвальд»»             | 4:32                         |
| 5.                           | «Лапання Раків»                  | 2:32                         |
| 6.                           | «Привітання»                     | 3:43                         |
| 7.                           | «З'ява 2: Рок-ен-рольний Король» | 3:17                         |
| 8.                           | «З'ява 3: Пан Базьо»             | 5:10                         |
| 9.                           | «З'ява 4: Королева Дебілів»      | 4:07                         |
| 10.                          | «Ода»                            | 2:27                         |
| 11.                          | «З'ява 5: Ляля Бо»               | 6:41                         |
| 12.                          | «Депресняк»                      | 3:49                         |
| 13.                          | «Рок-ен-ролл»                    | 2:09                         |
| 14.                          | «Бубон»                          | 10:20                        |
| 15.                          | «Монолог Під Завісу»             | 2:08                         |

### Піккардійська Терція
| Рок-легенди України. Піккардійська Терція | Рок-легенди України. Піккардійська Терція | Рок-легенди України. Піккардійська Терція | Рок-легенди України. Піккардійська Терція | Рок-легенди України. Піккардійська Терція |
| #                                         | Назва                                     | Автор слів                                | Автор музики                              | Тривалість                                |
| ----------------------------------------- | ----------------------------------------- | ----------------------------------------- | ----------------------------------------- | ----------------------------------------- |
| 1.                                        | «Старенький Трамвай»                      | Олександр Шевченко                        | Олександр Шевченко                        | 2:46                                      |
| 2.                                        | «Сумна Я Була»                            | (Українська народна пісня)                | Володимир Якимець                         | 3:10                                      |
| 3.                                        | «Пустельник. Кам'яна Елігія.»             | Дзвінка Сумарук                           | Володимир Якимець                         | 4:48                                      |
| 4.                                        | «Кантрі»                                  | Олександр Шевченко                        | Олександр Шевченко                        | 3:57                                      |
| 5.                                        | «Слова, Слова, Слова»                     | Лариса Рубальська                         | Володимир Якимець                         | 4:34                                      |
| 6.                                        | «Сад Ангельських Пісень»                  | Володимир Цибулько                        | Ярослав Нудик                             | 4:08                                      |
| 7.                                        | «Нехай І Холод І Вітри…»                  | Роберт Бернс                              | Ярослав Нудик                             | 3:45                                      |
| 8.                                        | «Моя Любов»                               |                                           | Ярослав Нудик                             | 4:05                                      |
| 9.                                        | «Шізгара»                                 | Роббі ван Луувен                          | Роббі ван Луувен                          | 3:15                                      |
| 10.                                       | «Колискова Для Аліси»                     | Льюїс Керол                               | Володимир Якимець                         | 3:48                                      |
| 11.                                       | «Усе Тобі»                                | Поль Верлен                               | Ярослав Нудик                             | 3:00                                      |
| 12.                                       | «Шаляла»                                  | (Гуральська народна пісня)                | (Гуральська народна пісня)                | 4:30                                      |
| 13.                                       | «Спитай…»                                 | Віталій Коротич                           | Віктор Морозов                            | 4:40                                      |
| 14.                                       | «Сядеш У Поїзд…»                          | Магда Чапінська                           | Северин Краєвський                        | 4:00                                      |
| 15.                                       | «Весільний Марш»                          | Богдан Стельмах                           | Ігор Білозір                              | 3:02                                      |
| 16.                                       | «Капелюх»                                 | Володимир Івасюк                          | Володимир Івасюк                          | 2:15                                      |

### ЯЯЯ
| Рок-легенди України. ЯЯЯ | Рок-легенди України. ЯЯЯ | Рок-легенди України. ЯЯЯ |
| #                        | Назва                    | Тривалість               |
| ------------------------ | ------------------------ | ------------------------ |
| 1.                       | «Intro»                  | 0:57                     |
| 2.                       | «Джига»                  | 3:00                     |
| 3.                       | «Бешкетниця»             | 3:01                     |
| 4.                       | «Коханий Блюз»           | 3:26                     |
| 5.                       | «Агнеса»                 | 2:51                     |
| 6.                       | «Дождь»                  | 3:20                     |
| 7.                       | «Не Кажи Прощай»         | 4:14                     |
| 8.                       | «Тутешній Блюз»          | 3:42                     |
| 9.                       | «Ліда»                   | 2:40                     |
| 10.                      | «Рок-н-рол»              | 3:37                     |
| 11.                      | «I'm Going Crazy!»       | 3:07                     |
| 12.                      | «Блакитний Джаз»         | 4:14                     |
| 13.                      | «Пора Брати!»            | 2:46                     |
| 14.                      | «Звуки, Звуки…»          | 2:24                     |
| 15.                      | «Сестра»                 | 4:00                     |
| 16.                      | «Touch Me»               | 4:54                     |
| 17.                      | «Серед Зірок»            | 4:21                     |
| 18.                      | «ЯЯЯ»                    | 6:40                     |

### Тарас Петриненко
| Рок-легенди України. Тарас Петриненко | Рок-легенди України. Тарас Петриненко | Рок-легенди України. Тарас Петриненко | Рок-легенди України. Тарас Петриненко |
| #                                     | Назва                                 | За участі                             | Тривалість                            |
| ------------------------------------- | ------------------------------------- | ------------------------------------- | ------------------------------------- |
| 1.                                    | «Пісня Про Пісню»                     | Тетяна Горобець                       | 3:21                                  |
| 2.                                    | «Не Натискай Курок»                   |                                       | 4:47                                  |
| 3.                                    | «Ми Не Закінчили Розмову»             |                                       | 5:19                                  |
| 4.                                    | «Козацька Доля»                       |                                       | 4:42                                  |
| 5.                                    | «Останні Теплі Дні»                   |                                       | 4:54                                  |
| 6.                                    | «Музико, Грай!»                       | Тетяна Горобець                       | 4:54                                  |
| 7.                                    | «Земля — Блакитний М'ячик»            | Тетяна Горобець                       | 4:04                                  |
| 8.                                    | «Караван»                             | Тетяна Горобець                       | 4:22                                  |
| 9.                                    | «Крик Душі»                           |                                       | 4:22                                  |
| 10.                                   | «Господи, помилуй нас»                | Тетяна Горобець                       | 4:36                                  |
| 11.                                   | «Світлячок В Долонях»                 |                                       | 4:56                                  |
| 12.                                   | «Я Пам'ятатиму Тебе»                  |                                       | 3:34                                  |
| 13.                                   | «Новий Рік»                           |                                       | 4:50                                  |
| 14.                                   | «Я Ще Повернусь»                      |                                       | 3:32                                  |
| 15.                                   | «Україна»                             | Тетяна Горобець                       | 5:20                                  |

### Табула Раса
| Рок-легенди України. Табула Раса | Рок-легенди України. Табула Раса | Рок-легенди України. Табула Раса |
| #                                | Назва                            | Тривалість                       |
| -------------------------------- | -------------------------------- | -------------------------------- |
| 1.                               | «Булочка Ташкента»               | 3:53                             |
| 2.                               | «Вельветовый пиджак»             | 3:41                             |
| 3.                               | «Христианская весна»             | 5:04                             |
| 4.                               | «Голоса Амстердама»              | 3:35                             |
| 5.                               | «Садовник»                       | 3:26                             |
| 6.                               | «Каникулы»                       | 3:00                             |
| 7.                               | «Радиодонор»                     | 3:35                             |
| 8.                               | «Дождь»                          | 3:51                             |
| 9.                               | «Наблюдение за игрой в карты»    | 3:50                             |
| 10.                              | «Help me»                        | 4:12                             |

| Скрябін — Рок-легенди України. Скрябін 1. Танець Пінгвіна 2. Побєда (Мікс) 3. Осінь-Зима 4. Я Не Буду Там 5. То Моє Море 6. Education 7. Годинник 8. То Мій Голос 9. До Смерті І Довше 10. Най Буде Дощ 11. Клей 12. Коридори-Нори 13. L.V. 14. Руки Медузи 15. Прикрий Світ 16. Брудна, Як Ангел | Плач Єремії — Рок-легенди України. Плач Єремії 1. Грифон 2. Сервус, пане Воргол 3. Я піду в далекі гори 4. Каламутна вода 5. Коридор 6. Вона 7. Срібне поле 8. Хата моя 9. Пливе кача 10. Кедьми прийшла карта 11. Нині Рождество 12. Буде нам з тобою що згадати |

## 2004 рік
| Фата Моргана — Рок-легенди України. Фата Моргана 1. Ой, Нема 2. Гамалія 3. Іван Підкова 4. Не Шукай 5. Сліпий Пілот 6. Думка 7. Ой, Коли Ж Ти Почорніло Зеленеє Поле 8. Світ За Очі 9. Лебеденко 10. За Сонцем Хмаронька Іде 11. Залізняк 12. Помідори 13. 26 Квітня 1998 Року 14. Бандуристе 15. У Тієї Катерини | Вій — Рок-легенди України. Вій 1. Вогняне Коло 2. Змія 3. Колискова Для Лялькових Немовлят 4. Різдвяна Балада 5. Лист Додому 6. Серед Тіней 7. Туман 8. Птах За Вікном 9. Політ Коршака 10. Як Летіли Бугаї 11. Очі Відьми 12. Хата Скраю Села | Брати Гадюкіни — Рок-легенди України. Брати Гадюкіни 1. Наркомани На Городі 2. Арівідерчі Рома 3. Рок-н-рол До Рання 4. Соломія 5. Чому Моя Мама не Любить Мене 6. Мостиська 7. Америка 8. Ми Ходили, Дили, Дили 9. Лібідо 10. Дівчина З Коломиї 11. Ой, Лихо 12. Чуваки, Всьо Чотко |

## 2005 рік
| Танок на майдані Конґо — Рок-легенди України. Танок на майдані Конґо 1. Вавілон 2. 14.06.98 3. Ото Таке 4. 14.06.001 5. На Дачу.ru 6. Оце Коли 7. Вода 8. 7-40 9. ЖуПан 10. А Море Де? 11. Зачекай 12. We Are The Champions 13. Та Ти Шо 14. Буряки 15. Восени 16. Глядіолюси 17. Зроби Мені Хіп-хоп 18. Натер 19. Люба Люба 20. Тікаю 21. Мила 22. Зачекай 23. Арешт | Тартак — Рок-легенди України. Тартак 1. Зимаматимачеха 2. Купуйте Українське! 3. Did Uhim 4. 100%-ний Плагіат 5. Ну, Пострибай! 6. Божевільні Танці-2001 7. Півники 8. Мікроff/onна Перевірка 9. Не Убий 10. Розтрусіть Свої Сідниці 11. Червона Рута-97 12. Іди Тусуйся! 13. Це Ваше Свято 14. Мила 15. Я Не Хочу | Квартира 50 — Рок-легенди України. Квартира 50 1. Killer 2. Родина 3. Мыльные Пузыри 4. Москалі 5. Нету Денег 6. Грустный Чувак 7. Если Б 8. Маленький Карлик 9. Скорая Помощь 10. Снова Ты Устал 11. Собаки 12. Синхроблюз 13. Вкус Хлеба |

| Слід — Рок-легенди України. Слід 1. Ouverture 2. Безбудущие 3. Повернення 4. Гей У Лузі (Переспів З Народної) 5. Это Было Вчера… 6. SAGA 7. Trace At Time 8. Wings 9. Wrong Planet 10. Status Quo 11. Мой След | Вій — Рок-легенди України. Вій 1. Вогняне Коло 2. Змія 3. Колискова Для Лялькових Немовлят 4. Різдвяна Балада 5. Лист Додому 6. Серед Тіней 7. Туман 8. Птах За Вікном 9. Політ Коршака 10. Як Летіли Бугаї 11. Очі Відьми 12. Хата Скраю Села |

## 2006 рік
| Опальний Принц — Рок-легенди України. Опальний Принц 1. Гей Україно 2. Наш Прапор 3. Брати По Зброї 4. Ти На Війні 5. Розмиті Дороги 6. Нова Революція 7. Хліб По Воді 8. Ти Живеш В Україні 9. Вересня 10. Музика До Фільму: «Піп Іван» | Loony Pelen — Рок-легенди України. Loony Pelen 1. Амок 2. Дженіфер 3. Темпо-Інкарнація 4. Син Ноя 5. Таємний 6. Марсове поле 7. Без Любові 8. Loony Pelen AIR 9. Амок 2 |